# LGMX
LGMX est une fanfare française de techno acoustique, originaire de Lyon, en Rhône-Alpes.

## Histoire
Formé en septembre 2017, le groupe, qui s'appelle d'abord Le Grand Mix avant d'être abrégé en LGMX, se produit pour la première fois dans la rue en marge des Nuits sonores (2018). Le 15 décembre 2021, pour la sortie de leur premier album, Acoustic Rave, qu'ils auto-produisent, LGMX joue en concert au Transbordeur.

## Style musical
L'objectif du groupe est de jouer de l'electro avec uniquement des instruments acoustiques. Le groupe est influencé par la techno, la house et la trance / Psytrance. Après avoir commencé par faire surtout des reprises, LGMX commence à écrire des compositions. Le premier morceau du groupe est une reprise de Shankara de Hilight Tribe. L'orchestration du groupe se rapproche des styles de Meute, TechnoBrass ou Tekemat, mais travaille particulièrement sur les sections de cuivres, marquant singulièrement l'harmonie et l'énergie des morceaux. Le duo soubassophone et saxophone baryton est essentiel pour arriver à une section rythmique variée qui imite celle de la techno. Les trombones imitent les accords aux claviers, tandis que les trompettes vont reprendre les mélodies.

## Membres
Le collectif comporte une douzaine de personnes avec une géométrie variable, mais joue toujours au moins à neuf.

### Membres actuels
- Benoît Emo – trompette
- Aurèle Bonnet – trompette
- Grégory Bataillou – trompette
- Antoine Rogeaux – trompette
- Paul-Louis Bertret – trombone, direction artistique
- Julien Berteau – trombone et direction artistique
- Étienne Chavasse-Frétaz – trombone
- Sylvain Montessuit – saxophone baryton
- Bruno Calvet – batterie
- Maël le Gouedec – percussions
- Tom Delalandre – soubassophone[4]

### Anciens membres
- Arnaud Poittevin  – soubassophone[4]
- Frederic Abry  – soubassophone[4]
- Baptiste Daly – saxophone alto

## Discographie
- 2021 : Acoustic Rave (album)
- 2023 : Espoir (Live @Petit Bain) (single)
- 2023 : Trancelation (single)
- 2024 : Earthquake (single)
- 2024 : Hexadecimal Night Fever (single)
- 2024 : Gopnik mazurka (single)
- 2024 : Opening (album)